# Marina Elali
Marina de Souza Dantas Elali (Natal, 6 de abril de 1982) é uma cantora e compositora brasileira.

## Biografia
Nascida em Natal, no Rio Grande do Norte, filha de carioca com palestino e neta de pernambucanos, ela é formada em música e canto no Berklee College of Music, em Boston. Depois da temporada nos EUA, a artista participou do programa Fama, da Rede Globo, e logo emplacou a música “Você”, de Roberto e Erasmo Carlos, como tema de Deborah Secco e Murilo Benício na novela “América”, na qual fez uma participação especial no último capítulo.
Além de novelas, filmes, minisséries e especiais, a cantora já participou de vários programas televisivos. Em 2012, Marina participou da minissérie da Rede Globo O Brado Retumbante. Em 2013, foi jurada do quadro Mulheres Que Brilham, do Programa Raul Gil.
No cinema, a voz de Marina marcou os temas dos filmes Se Eu Fosse Você, A Fronteira, Didi, o Cupido Trapalhão e Segurança Nacional, onde também fez uma participação especial interpretando o Hino Nacional.
Entre os sucessos, se destacam "Eu Vou Seguir", tema de Míriam, personagem de Gabriela Duarte na novela Sete Pecados, e “One Last Cry”, tema de Nanda, interpretada por Fernanda Vasconcellos na novela Páginas da Vida – uma das músicas mais executadas em todo o país em 2006 e 2007.
Marina lançou um CD/DVD intitulado Marina Elali Duetos – Homenagem a Luiz Gonzaga e Zé Dantas. O trabalho foi gravado em Recife, Pernambuco, em homenagem a dois pernambucanos ilustres: Luiz Gonzaga, o “Rei do Baião”, e Zé Dantas, compositor, principal parceiro de Luiz Gonzaga e avô materno de Marina.
Um momento carregado de emoção no DVD acontece durante a música “Acauã”, que conta com um vídeo com imagens do homenageado Luiz Gonzaga cantando a faixa. Em “A Letra I”, Marina canta ao lado do avô Zé Dantas - que não teve a oportunidade de conhecer -, em dueto proporcionado por imagens no telão.
Em 2018, Marina participou da terceira temporada do talent show Dancing Brasil, da RecordTV, sendo eliminada na semifinal junto com o humorista Rodrigo Capella.

### Parcerias
Em 2009, Marina Elali deu início a uma parceria com o cantor e compositor cubano radicado nos Estados Unidos Jon Secada. Tudo começou com o convite para a participação no CD/DVD dele ao vivo Stage Rio, onde juntos gravaram as músicas "Só Te Ver Sorrindo…" (com participação do Monobloco) e "Lost Inside Your Heart", escolhida para ser tema da novela Viver a Vida, da Rede Globo. A dupla realizou uma turnê por vários estados brasileiros e gravou um clipe em estúdio do sucesso "Lost Inside Your Heart", que faz parte do DVD Longe ou Perto - o primeiro DVD de Marina Elali -, que também contou com a participação do saudoso Dominguinhos.
A parceria mais recente da cantora aconteceu durante a Copa do Mundo 2014, com Carlinhos Brown, quando ela gravou a música "Show Gol Soul" (Marina Elali / Carlinhos Brown / JC Salvatierra). Elali e Brown gravaram um clipe em homenagem à Copa, que foi lançado nacionalmente no programa Fantástico, da Rede Globo, e fez parte da grade do canal Multishow.
Marina também participou da programação oficial dos eventos da FIFA, cantando na abertura da Copa no FIFA Fan Fest Natal.
Em menos de dez anos de carreira, Marina Elali acumula 18 grandes duetos nacionais e internacionais. Além disso, a artista pode ser vista e ouvida em sete DVDs e mais de 30 CDs (coletâneas nacionais e internacionais).
Em novembro de 2018, Marina lançou a música "Olha Pra Mim" em parceria com Vinícius D'Black, com direito a um clipe em que aparece nua. Ela disse que se inspirou na atriz norte-americana Marilyn Monroe para fazer o clipe.

## Vida pessoal
Em janeiro de 2019, a cantora anunciou em suas redes sociais sua gravidez da primeira filha, fruto de seu casamento com o produtor musical Juan Carlos Salvatierra, com quem está desde 2015. Ambos moram nos Estados Unidos. Em 16 de junho, nasceu Luna, filha de Marina e Juan Carlos, em Miami, na Flórida.

## Discografia
- Marina Elali (2005)
- De Corpo e Alma Outra Vez (2007)

## Filmografia

### Televisão
| Ano  | Título               | Personagem / Cargo | Notas                       |
| ---- | -------------------- | ------------------ | --------------------------- |
| 2002 | O Clone              | Ela mesma          |                             |
| 2004 | Fama                 | Participante       | Temporada 3                 |
| 2005 | América              | Ela mesma          | Episódio: "5 de novembro"   |
| 2008 | Poeira em Alto Mar   | Ela mesma          | Episódio: "26 de fevereiro" |
| 2012 | O Brado Retumbante   | Fátima             |                             |
| 2013 | Mulheres que Brilham | Ela mesma          | Jurada                      |
| 2018 | Dancing Brasil       | Participante       | Temporada 3                 |

### Cinema
| Ano  | Título                       | Personagem / Cargo |
| ---- | ---------------------------- | ------------------ |
| 2003 | Maria - Mãe do Filho de Deus | Ela mesma          |
| 2003 | Didi, o Cupido Trapalhão     | Ela mesma          |